# Martina Proeber
Martina Proeber (n. 4 ianuarie 1963, Rostock, RDG) este o săritoare în apă ce a reprezentat Germania, medaliată olimpică. A participat la 1 ediție a Jocurilor Olimpice (1980) în care a câștigat 1 medalie de argint.

## Participări
Lista de mai jos prezintă principalele competiții la care a participat Martina Proeber de-a lungul carierei.
- diving at the 1980 Summer Olympics – women's 3 metre springboard[*]